# Jay E. Adams
Jay Edward Adams (født 30. januar 1929 i Baltimore, Maryland, død 14. november 2020) var en amerikansk calvinistisk forfatter, der skrev over 100 bøger. Hans bøger er oversat til 16 sprog, og han modtog en doktorgrad i forkyndelse.

## Bibelsk rådgivning
En af Adams' meste indflydelsesrige bøger er Competent to Counsel fra 1970. Det er på grundlag af denne bog, at Adams udviklede sin bibelske rådgivning (nouthetic counseling). Gennem tiden er Adams blevet en af de mest markante fortalere for en "ren bibelsk tilgang" til rådgivning, "hvis perspektiver har indvirkning på den evangeliske kristendom i dag."
John F. MacArthur har udtalt, at med bogen Competent to Counsel gav Adams kirken "et uundværligt korrektiv til flere tendenser til at æde løs på Kirkens åndelige vitalitet." Derek Tidball anfører, at Adams har givet et "enormt bidrag til at genoplive den bibelske pastoralteologi." Ifølge Ian F. Jones, Tim Clinton og George Ohlschlager har "Jay Adams bibragt kristenheden og den kirkelige rådgivning en bibelsk revolution i 1970'erne, hvor den udfordrede et felt, der var i fuld fart på vej mod et had, endda opløsning, med sin fascination af al slags antikristen psyko-pladder." David Powlison har udtalt, at Jay Adams har givet "uudtømmelige ressourcer til udviklingen af rådgivning" og har ført til oprettelsen af flere institutioner baseret på sine tanker.
En række psykologer har argumenteret for, at den bibelske rådgivning kan gøre betydelig skade på patienter. Udover teknikker, som kritikerne betegner som ineffektive, sker der også det, at patienter, som ikke bliver hjulpet af den bibelske rådgivning, ofte kommer til at betragte sig selv som religionsmæssige fiaskoer. Yderligere kritik findes i The Baker Encyclopedia of Psychology and Counseling, som skriver, at "Adams synes ikke at være fuldt vidende om de teorier, han kritiserer," og at "konfrontation også er essentiel for Adams' teori." Den fortsætter dog med at fastslå, at konfrontationen "er defineret som omsorgsfuld konfrontation."
Mark McMinn har argumenteret for, at "Dr. Adams har fået ret meget uretfærdig og uoplyst kritik fra kristne rådgivningskredse. Selv om jeg ikke deler dr. Adams' holdning med at konfrontere synd i rådgivning, respekterer jeg hans banebrydende arbejde inden for bibelsk rådgivning."

## Uddannelse
Jay E. Adams havde en bachelor i guddommelighed fra Reformed Episcopal Seminary, en bachelor i klassisk kunst fra Johns Hopkins University, en master i hellig teologi fra Temple University og en ph.D. i retorik fra University of Missouri.